# 格洛克圖爾姆山
46°53′35″N 10°39′56″E / 46.89306°N 10.66556°E

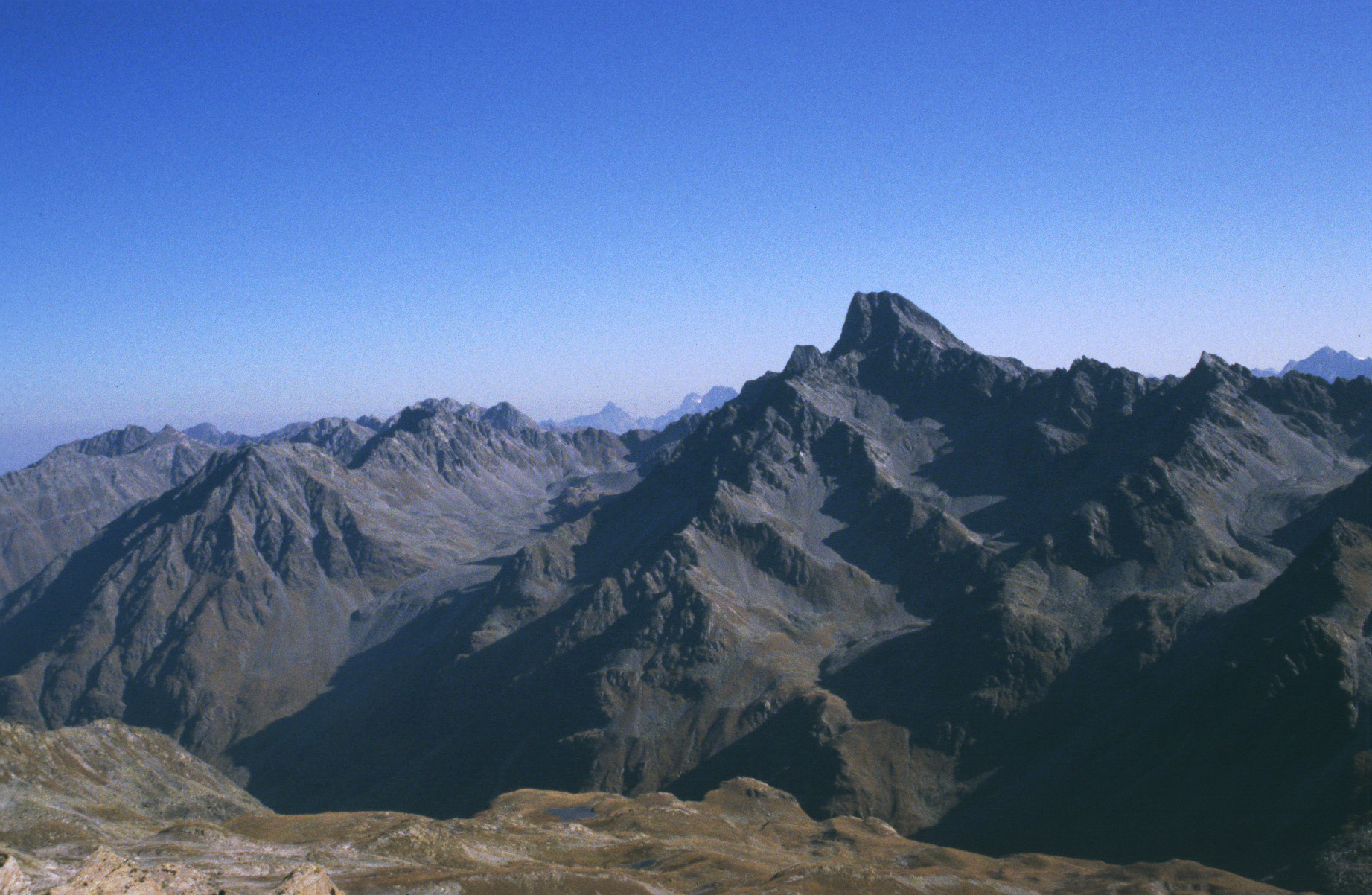

格洛克圖爾姆山（德語：Glockturm），是奧地利的山峰，位於該國西部，由蒂羅爾州負責管轄，屬於奧茲塔爾阿爾卑斯山脈的一部分，海拔高度3,355米，每年平均降雨量1,357毫米，人類在1853年首次登頂。